# Nelson Nieves
Nelson Nieves Croes (* 25. Dezember 1934; † 13. Januar 2021) war ein venezolanischer Fechter.

## Biografie
Nelson Nieves trat bei den Olympischen Spielen 1952 in Helsinki im Mannschaftswettbewerb des Florettfechtens an. Das venezolanische Team verlor jedoch beide Kämpfe gegen Italien und Großbritannien und schied in der ersten Runde aus.
Bei den  Panamerikanischen Spielen 1955 in Mexiko-Stadt hingegen konnte er zwei Bronzemedaillen mit der Mannschaft gewinnen. Eine weitere gewann er in São Paulo 1963.
Eine Goldmedaille sowie zwei Silbermedaillen erkämpfte er sich bei den Zentralamerika- und Karibikspielen 1959.